# Team IMPROV-Giant Store-CEC Junior
Team IMPROV-Giant Store-CEC Junior er et dansk cykelhold som kører som et DCU Elite juniorteam. Holdet blev oprettet i 2011 af Amager Cykle Ring. I 2015 kom Lyngby Cycle Club med i organisationen, og fra starten af 2018 kom Cykleklubben FIX Rødovre med. Efter et par år forlod FIX igen holdet. Fra 2025 tiltrådte Hvidovre Cykle Klub i organisationen.

## Holdet

### 2025
| Trup 2025                 | Trup 2025        | Trup 2025                       | Trup 2025 |
| Rytter                    | Fødselsdag       | Seneste hold                    |           |
| ------------------------- | ---------------- | ------------------------------- | --------- |
| Alexander Kamstrup Røssel | 28. juni 2007    | Amager Cykle Ring (2023)        |           |
| Mads Salomonsson          | 9. maj 2007      | Cycling Club Hillerød (2023)    |           |
| Casper Saabye Olsen       | 8. august 2008   | Holbæk Cykelsport (2024)        |           |
| Vilfred Novak Nielsen     | 27. februar 2008 | Køge Cykel Ring (2024)          |           |
| Tristan Hansen            | 11. april 2007   | CK Ringen (2023)                |           |
| Oscar Juul Brinch         | 12. marts 2007   | Roskilde Cykle Ring (2023)      |           |
| William Jessen Møller     | 1. juni 2007     | Amager Cykle Ring (2023)        |           |
| Tobias Laursen            | 25. februar 2008 | Hvidovre Cykle Klub (2024)      |           |
| Bryn Hankin               | 27. marts 2025   | Staffanstorp CK (2024)          |           |
| Andreas Morsø Schrøder    | 16. maj 2008     | Cykleklubben FIX Rødovre (2024) |           |
|                           |                  |                                 |           |
| Kilde: ProCyclingStats    |                  |                                 |           |

### 2024
| Trup 2024                  | Trup 2024      | Trup 2024                              | Trup 2024 |
| Rytter                     | Fødselsdag     | Seneste hold                           |           |
| -------------------------- | -------------- | -------------------------------------- | --------- |
| Tristan Bruun Bak          | 31. marts 2006 | Cykling Odense (2023)                  |           |
| Oscar Juul Brinch          | 12. marts 2007 | Roskilde Cykle Ring (2023)             |           |
| Oliver Touborg Heydenreich | 19. marts 2007 | Cycling Club Hillerød (2023)           |           |
| Tristan Hansen             | 11. april 2007 | CK Ringen (2023)                       |           |
| Alexander Nørskov Larsen   | 27. juli 2007  | Roskilde Cykle Ring (2023)             |           |
| William Jessen Møller      | 1. juni 2007   | Amager Cykle Ring (2023)               |           |
| Marcus Ritter              | 22. juni 2007  | Cykling Odense (2023)                  |           |
| Alexander Kamstrup Røssel  | 28. juni 2007  | Amager Cykle Ring (2023)               |           |
| Mads Salomonsson           | 9. maj 2007    | Cycling Club Hillerød (2023)           |           |
| Lau de Zee                 | 9. juni 2006   | Team Sparekassen Danmark Talent (2022) |           |
|                            |                |                                        |           |
| Kilde: ProCyclingStats     |                |                                        |           |

### 2023
| Trup 2023                               | Trup 2023         | Trup 2023                              | Trup 2023 |
| Rytter                                  | Fødselsdag        | Seneste hold                           |           |
| --------------------------------------- | ----------------- | -------------------------------------- | --------- |
| Lau de Zee                              | 9. juni 2006      | Team Sparekassen Danmark Talent (2022) |           |
| Jakob Falk Paarup                       | 14. oktober 2005  | Amager Cykle Ring (2021)               |           |
| Jonathan Aagaard Hansen                 | 16. december 2005 | Cykling Odense (2021)                  |           |
| Gustav Johansen (1. jan.–14. maj, note) | 17. august 2006   | Roskilde Cykle Ring (2022)             |           |
| Magnus Bachke Knudsen                   | 23. februar 2005  | Amager Cykle Ring (2021)               |           |
| Alfred Kongstad                         | 9. november 2005  | Amager Cykle Ring (2021)               |           |
| Linus Larsson                           | 21. juli 2006     | Staffanstorp CK (2022)                 |           |
| Ville Merlöv                            | 17. marts 2005    | Åstorps Cykelklubb (2021)              |           |
| William Nordby Hallasmøller             | 2. juli 2006      | Amager Cykle Ring (2022)               |           |
| August Birk Hundt (1. jun.–31. dec.)    | 3. maj 2005       | Zealand Cycling-Grunk Event (2023)     |           |
| Tristan Bruun Bak (1. jun.–31. dec.)    | 31. marts 2006    | Cykling Odense (2023)                  |           |
|                                         |                   |                                        |           |
| Kilde: ProCyclingStats                  |                   |                                        |           |

note: Gustav Johansen, holdskifte

### 2022
| Trup 2022               | Trup 2022         | Trup 2022                    | Trup 2022 |
| Rytter                  | Fødselsdag        | Seneste hold                 |           |
| ----------------------- | ----------------- | ---------------------------- | --------- |
| Malthe Bergenholz       | 15. december 2004 | Amager Cykle Ring (2020)     |           |
| Laurids Blæsbjerg       | 17. december 2004 | Amager Cykle Ring (2020)     |           |
| Jonathan Aagaard Hansen | 16. december 2005 | Cykling Odense (2021)        |           |
| Magnus Bachke Knudsen   | 23. februar 2005  | Amager Cykle Ring (2021)     |           |
| Alfred Kongstad         | 9. november 2005  | Amager Cykle Ring (2021)     |           |
| Boas Lysgaard           | 22. november 2004 | Cycling Club Hillerød (2021) |           |
| Ville Merlöv            | 17. marts 2005    | Åstorps Cykelklubb (2021)    |           |
| Jakob Falk Paarup       | 14. oktober 2005  | Amager Cykle Ring (2021)     |           |
| Lucas Toftemark         | 10. juli 2004     | Holbæk Cykelsport (2020)     |           |
| Mikkel Tvergaard        | 7. maj 2004       | Cycling Club Hillerød (2021) |           |
|                         |                   |                              |           |
| Kilde: ProCyclingStats  |                   |                              |           |